# Fate/Zero
Fate/Zero (フェイト/ゼロ Feito/Zero?) es una novela ligera japonesa escrita por Gen Urobuchi e ilustrada por Takashi Takeuchi. Es una precuela de la novela visual de Type-Moon Fate/stay night. El primer volumen fue lanzado el 29 de diciembre de 2006, y es un trabajo conjunto entre Type-Moon y el desarrollador Nitroplus. El segundo volumen fue lanzado el 31 de marzo de 2007. Después fue lanzado el tercer volumen el 27 de julio de 2007. El cuarto y último volumen tuvo fecha de lanzamiento 29 de diciembre de 2007, junto a la banda sonora original Return to Zero. Cuatro sets de drama CD fueron lanzados entre 2008 y 2010. Una adaptación al anime fue producida por el estudio Ufotable: la primera temporada se emitió del 1 de octubre de 2011 al 24 de diciembre de 2011 y la segunda temporada se emitió del 7 de abril de 2012 al 23 de junio de 2012.

## Argumento
Fate/Zero ocurre 10 años antes de los acontecimientos de Fate/stay night, en la cual se detalla los sucesos que desencadenaron en la 4.ª Guerra por el Santo Grial en la ciudad de Fuyuki. La Guerra por el Santo Grial es un ritual en la cual siete magos (denominados «Masters») convocan a siete espíritus heroicos (llamados «Servants»), que librarán batallas entre sí, y en donde el último equipo en sobrevivir, podrá obtener el Santo Grial, el cual puede conceder cualquier deseo. Después de tres guerras inconclusas en las cuales no hubo un ganador, la Cuarta Guerra por el Santo Grial está a punto de empezar.
El Grial fue creado hace siglos atrás por las familias Einzbern, Matoû y Tōsaka. Los Einzbern, después de tres fracasos sucesivos, están decididos a obtener el Grial a cualquier costo, y por eso deciden en representación de ellos enviar como Master en esta Cuarta Guerra a Emiya Kiritsugu, un «magus killer» (asesino de magos). Él es un mercenario de élite sumamente conocido, tanto por su reputación como por sus tácticas, ya que es capaz de hacer cualquier cosa para lograr su objetivo. A pesar de que en el pasado Kiritsugu deseaba ser un héroe justiciero y salvar a todo el mundo, decidió abandonar su ideal al darse cuenta de que el salvar la vida de una persona siempre costará la vida de otras. Es así como inicia a asesinar despiadadamente a quien sea con tal de obtener la paz de otros. Es decir, inclinar la balanza donde pueda salvar más vidas.
Sin embargo, Kiritsugu se encuentra profundamente dividido entre el amor que él quiere dar a su nueva familia —su esposa Irisviel von Einzbern y su hija Illya— y el objetivo que deberá conseguir en esta Cuarta Guerra.

## Personajes

### Humanos
Kiritsugu Emiya (衛宮 切嗣 Emiya Kiritsugu?)
Seiyu: Rikiya Koyama
Master de Saber, adopta una estrategia de explotar los puntos débiles de un mago usando la tecnología. Un asesino a sangre fría experto en la caza de magos. Contratado por la familia Einzbern para cumplir su sueño: obtener el Santo Grial. Él y Saber se encuentran pocas veces durante la guerra, dado que, a pesar de que su Servant pertenece a la clase más poderosa, está frustrado por el pasado que rodea a Saber.
Kirei Kotomine (言峰 綺礼 Kotomine Kirei?)
Seiyu: Joji Nakata
Master de Assassin, trabaja para Tokiomi y hace todo lo que se le pide que haga en la medida de su capacidad, pero carece de cumplimiento, que se ve reflejado en Kiritsugu, por quien siente un odio compulsivo. Después de la muerte de Assassin se convierte en el maestro de Archer al matar a Tokiomi Tōsaka.
Irisviel von Einzbern (アイリスフィール・フォン・アインツベルン Airisufīru fon Aintsuberun?)
Seiyu: Sayaka Ohara
Heroína de la historia, madre de Illyasviel von Einzbern y esposa de Kiritsugu. Un prototipo de homúnculo creado por la familia Einzbern con la idea de dar a luz al homúnculo definitivo. Como la mayoría de los Einzbern, ella es hábil con la alquimia. Irisviel le sirve a Saber como un «semi-Master», desde que Kiritsugu creyó que él y Saber eran incompatibles.
Tokiomi Tōsaka (遠坂 時臣 Tōsaka Tokiomi?)
Seiyu: Sho Hayami
Padre de Rin Tōsaka y Sakura Matō, Master de Archer, arrogante y manipulador, instruye a Kotomine Kirei como su pupilo. Estima a Kotomine tanto como un Servant.
Aoi Tōsaka (遠坂 葵 Tōsaka Aoi?)
Seiyu: Hasumi Ito
Madre de Rin Tōsaka y Sakura Matō. Amiga de la infancia de Kariya Matō. Está devastada por la decisión de Tokiomi de dar a su hija Sakura y acepta la decisión en silencio al ser la esposa de un mago.
Waver Velvet (ウェイバー・ベルベット Ueiba Berubetto?)
Seiyu: Daisuke Namikawa
Master de Rider, futuro Lord El-Melloi II. Roba un artefacto de su maestro y lo utiliza para llamar a Rider. Planea usar el Grial para obligar a la Asociación de Magos a reconocer su genio. A pesar de sus dificultades con la naturaleza autoritaria de Rider, Waver y su Servant forman una relación fuerte.
Maiya Hisau (久宇 舞弥 Hisau Maiya?)
Seiyu: Ayumi Tsunematsu
Asistente de Kiritsugu Emiya. Ella es fría y profesional, lo que hace que sea más fácil para Kiritsugu actuar como él necesita. Armada con un Steyr AUG.
Kariya Matō (間桐 雁夜 Matō Kariya?)
Seiyu: Tarusuke Shingaki
Tío de Shinji Matō, Master de Berserker, hace un trato con Zōken Matō según el cual él va a ganar la Guerra del Grial, a cambio de la libertad de Sakura Tōsaka. Él es el único miembro de la familia Matō que verdaderamente ama a Sakura y le molesta que Tokiomi permitiera que su hija menor fuera adoptada por Zōken. Sin embargo, la guerra le está afectando gravemente a Kariya, no solo por su falta de entrenamiento formal, sino por la naturaleza de la magia de la familia Mato y las demandas que requiere mantener a Berserker.
Ryūnosuke Uryū (雨生 龍之介 Uryū Ryūnosuke?)
Seiyu: Akira Ishida
Master de Caster, sociópata y asesino serial que convoca a Caster después de asesinar a una familia y usar su sangre como un componente en el ritual de invocación. No busca el Santo Grial, pero sigue a Caster con el fin de encontrar nuevas maneras emocionantes de matar a la gente y aliviar su aburrimiento.
Kayneth El-Melloi Archibald (ケイネス・エルメロイ・アーチボルト Keinesu Erumeroi Achiboruto?)
Seiyu: Takumi Yamazaki
Master de Lancer, un noble de la Asociación de Magos y un mago genio. Su artefacto es robado por Waver Velvet, pero se las arregla para convocar a Lancer de todos modos. Aunque él tiene los hechizos de mando de Lancer, la energía necesaria para materializarlo es dada por Sola-Ui, su prometida. Él confía en sus habilidades y se enorgullece de su herencia. Encuentra las tácticas de Kiritsugu, poco tradicionales y demasiado ofensivas, lo que le lleva a enfrentarse con él.
Risei Kotomine (言峰 璃正 Kotomine Risei?)
Seiyu: Masashi Hirose
Padre de Kirei Kotomine, un sacerdote en la iglesia, regulador de la Cuarta Guerra del Grial. Es amigo de Tokiomi Tohsaka y lo apoya activamente. Está orgulloso de su hijo, quien ha demostrado ser un excelente concursante. Risei falla en comprender las motivaciones de Kirei.
Sola-Ui Nuaba-Re Sophia-Ri (ソラウ・ヌァザレ・ソフィアリ Sorau Nuazare Sofiari?)
Seiyu: Megumi Toyoguchi
La hija de la cabeza de División de Invocaciones Espirituales. Está comprometida con Kayneth como resultado de un matrimonio arreglado estratégicamente, además de la decisión de su familia de pasar la herencia a su hermano, en vez de a ella. Es una mujer fría y el cariño que Kayneth siente por ella no es mutuo; en cambio, ella está atraída por Lancer, que no corresponde a los sentimientos y sólo la ve como la esposa de su Master.

### Servants
Servants que participaron en la IV Guerra del Santo Grial y su verdadera identidad:
Saber (セイバー Seibā?) - Arturia Pendragon (アルトリア Arutoria?)
Seiyu: Ayako Kawasumi
El mismo personaje de Fate/Stay Night. Conocido como el Rey de los Caballeros o también como el Rey Arturo, quien obtiene la mágica «Espada de la Piedra», Excalibur. Ella mantiene un alto código de honor. Emiya se encuentra irritado al descubrir que el mítico Rey Arturo era una chica. A pesar de ello, ambos son Servant y Master buscando la misma meta, pero sus diferentes perspectivas ideológicas resultan en una tensa relación, donde Kiritsugu no reconoce directamente a Saber.
Archer (アーチャー Āchā?) - Gilgamesh (ギルガメッシュ Girugamesshu?)
Seiyu: Tomokazu Seki
Un rudo Servant en Fate/Stay Night, el Rey de los Héroes. Le desagrada la presencia de Saber y Rider, en particular porque ambos fueron reyes, al igual que él, por esto les muestra respeto de igual forma. A su vez, le irrita Tokiomi, su Master. Gilgamesh tiene problemas para controlarse a sí mismo cuando alguien lastima su orgullo.
Lancer (ランサー Ransā?) - Diarmuid Ua Duibhne (ディルムッド・オディナ Diarumuddo Odina?)
Seiyu: Hikaru Midorikawa
Un Servant con dos Noble Phantasms: Gae Buidhe (Rosa de Oro de la Mortalidad) y Gae Dearg (Rosa Carmesí del Exorcismo), que puede contrarrestar las habilidades de Saber y Berserker. Es un caballero, tiene un fuerte sentido del honor en la batalla y la lealtad a su Master. A pesar de ser enemigos, él y Saber comparten un respeto mutuo debido a que los dos son leales caballeros.
Rider (ライダー Raidā?) - Iskander (イスカンダル Isukandaru?)
Seiyu: Akio Ohtsuka
El Rey de los Conquistadores, así fue llamado Alejandro Magno, que desea derrotar a Saber porque considera que sus ideales no son dignos de un verdadero Rey, y además porque cree que ella debería estar entre sus filas de héroes. Tiene varios Noble Phantasms, el primero es Gordius Wheel (Rueda de la Autoridad del Cielo), el cual convoca a un carro tirado por bueyes cuando Iskander corta el aire con su espada. Su personalidad excéntrica y autoritaria junto con sus increíbles habilidades crea dificultades para su Master y sus oponentes. Su increíble poder se lo podría comparar con Archer, quien de hecho lo toma como el único oponente digno.
Caster (キャスター Kyasutā?) - Gilles de Rais (ジル・ド・レェ Jiru Do Rē?),
Seiyu: Satoshi Tsuruoka

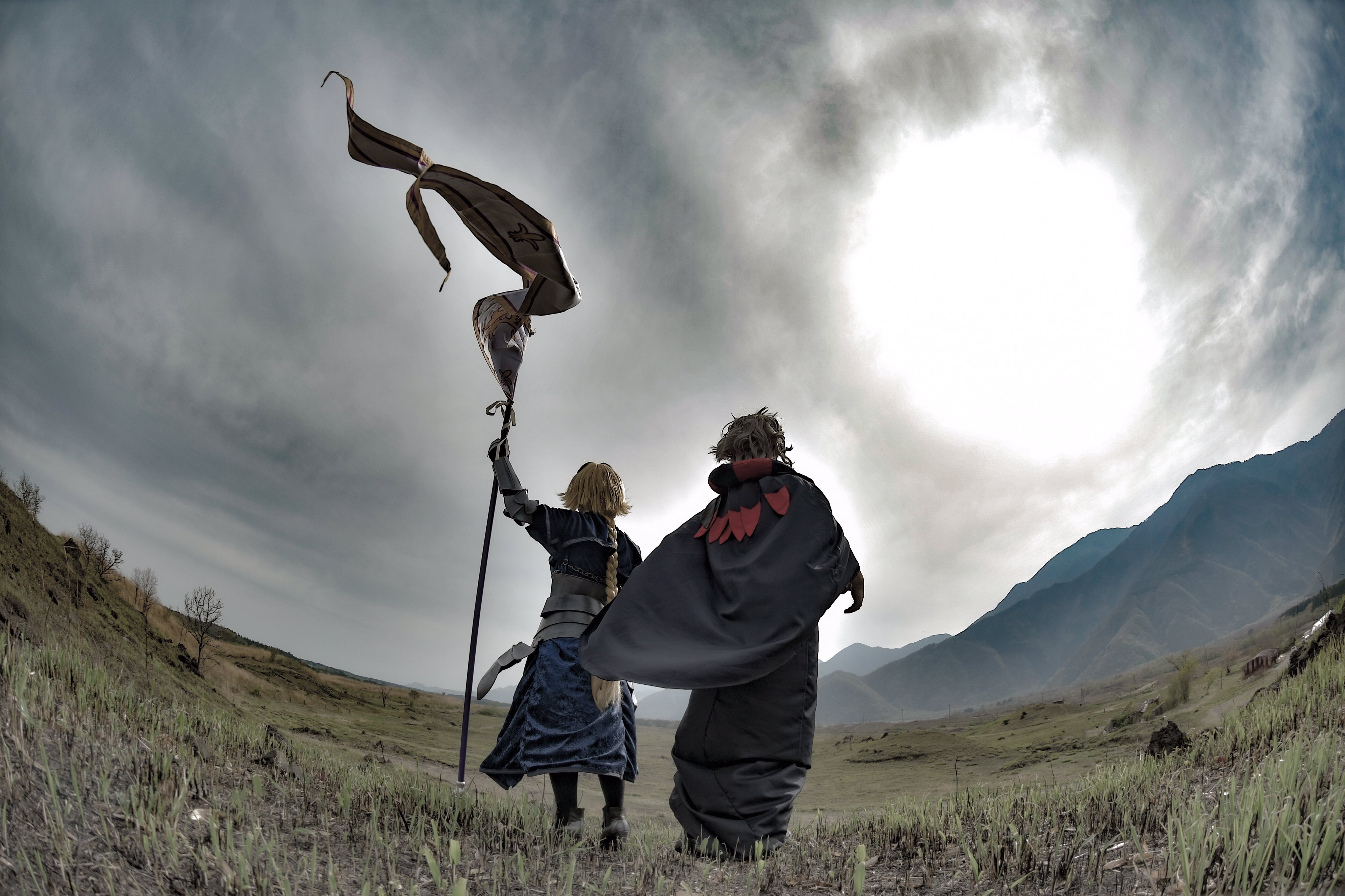
Cosplay de Juana de Arco (Ruler en Fate/Apocrypha) y Gilles de Rais (Caster en Fate/Zero).

Comúnmente conocido como Barba Azul. Un Servant que obtiene placer ofreciendo a sus víctimas un momento de alivio antes de aterrorizarlos y luego matarlos. Expresa un interés en Saber porque la ha confundido con Juana de Arco, por la cual Barba Azul tiene una infatuación.
Berserker (バーサーカー Bāsākā?) - Lancelot of the Lake (サー・ランスロット Sā Ransurotto?)
Seiyu: Ryotaro Okiayu
Anteriormente conocido como el Caballero Negro. Un Servant que posee la habilidad de usar prácticamente cualquier objeto como su Noble Phantasm, lo que le permite igualar a Gilgamesh en combate, a pesar de que él no quiera reconocerlo así. Su locura le ha reducido a un sin sentido, aunque es un peligroso experto peleador. A pesar de su locura, todavía es capaz de reconocer instintivamente a Saber.
Assassin (アサシン Asashin?) - Hasan-i Sabbah (ハサン・サッバーハ Hasan Sabbāha?)
Seiyu: Sachie Abe, Takuo Kawamura, Eiichiro Tokumoto
Una asesina con múltiples personalidades cada uno con un cuerpo diferente, formando un gran grupo. Ellos actúan como agentes de reconocimiento para Tokiomi y Kirei después de que Gilgamesh matara a uno de ellos (quedando en realidad vivos todos los demás). Sólo pueden ser verdaderamente derrotado si todos ellos son asesinados.

## Contenido de la obra

### Novelas ligeras
Fate/Zero es una serie de novelas ligeras escritas por Gen Urobuchi con ilustraciones de Takashi Takeuchi. Se trata de una precuela de la novela visual de Type-Moon Fate/stay night. El primer volumen fue publicado el 12 de diciembre de 2002, y el cuarto y último volumen fue publicado el 29 de diciembre de 2007.
Un libro artístico titulado Fate/Zero material fue publicado el 8 de agosto de 2008. Publicado por Type-Moon, contiene una compilación de imágenes publicadas y promocionadas de la novela, perfiles detallados de los personajes y secciones de notas, y una visión general del argumento de la novela.

### CD drama
Cuatro juegos de CD drama fueron puestos a la venta del 2008 hasta el 2010. Una banda sonora titulada Return to Zero fue lanzada en el 31 de diciembre de 2007.

### Anime
Según la edición de 2011 de la revista experta Type-Moon, una adaptación del anime de Fate/Zero tenía luz verde para su producción. Fue producido por el estudio de Ufotable y salió al aire en octubre de 2011. Esta es la tercera producción de anime en las series Fate, después de los 24 episodios de la adaptación Stay Night y la película Unlimited Blade Works. Nico Nico Douga y Aniplex transmitieron simultáneamente Fate/Zero en todo el mundo, con subtítulos en ocho idiomas distintos —coreano, chino (simplificado y tradicional), inglés, francés, alemán, italiano y español—. Aniplex of America vendió el Boxset de Fate/Zero en Blu-ray, con subtítulos en inglés y japonés, en América del Norte a través de Rightstuf.com. La banda sonora de la serie fue compuesta por Yuki Kajiura. Para la primera temporada, el tema de apertura es "oath sign" de LiSA y el tema final es "Memoria" de Eir Aoi. Para la segunda temporada, el tema de apertura es "to the beginning" de Kalafina y el tema final es "Sora wa Takaku Kaze wa Utau" (空は高く風は歌う?) de Luna Haruna.
El primer episodio fue transmitido a inicios de octubre de 2011 y tuvo una duración de 45 minutos. La temporada 2 inició en abril de 2012.
El 30 de mayo de 2025, Aniplex of America anunció que la serie recibirá un doblaje en español latino, la cual se estrenará próximamente.

### Manga
Junto con la producción del anime, una adaptación al manga de Fate/Zero comenzó a publicarse. La serie es ilustrada por Shinjirō. El primer tankōbon fue publicado en la revista Young Ace el 29 de diciembre de 2010. Se publicaron un total de 14 volúmenes, con un total de 74 capítulos. El episodio terminó el 2 de junio de 2017, junto con la publicación de un capítulo adicional, aunque el volumen final del manga fue lanzado el 2 de mayo del mismo año. En los años siguientes, el manga fue licenciado para su publicación en Taiwán, Francia, Italia y América del Norte.